# Сорокополье
Сорокополье — посёлок в Вытегорском районе Вологодской области.
Входит в состав Андомского сельского поселения, с точки зрения административно-территориального деления — в Андомский сельсовет.
Расположен на левом берегу реки Андома. Расстояние по автодороге до районного центра Вытегры — 38 км, до центра муниципального образования села Андомский Погост — 6 км. Ближайшие населённые пункты — Новая Сельга, Опарино, Сорочье Поле.
По переписи 2002 года население — 318 человек (161 мужчина, 157 женщин). Преобладающая национальность — русские (97 %).
В 1954 году была открыта Сорокопольская узкоколейная железная дорога. Главная станция, где размещались депо и диспетчерская, находилась в посёлке Сорокополье. В 2006 году было принято решение о закрытии железной дороги, в том же году она была разобрана.
В деревне работают фельдшерско-акушерский пункт, 2 магазина.